# NK Šišljavić
NK Šišljavić hrvatski nogometni klub iz Šišljavića (gradskog naselja grada Karlovca).

## Povijest
NK Šišljavić je osnovan 60-ih godina 20. stoljeća pod imenom NK Jedinstvo Šišljavić. Rad kluba je obnovljen 1977. godine. Sjedište kluba sa svom sportskom infrastrukturom je u Šišljaviću. Tijekom svih godina dosadašnjeg postojanja klub kontinuirano, bez prekida (čak i tijekom Domovinskog rata), uspješno djeluje i natječe se na području Nogometnog Saveza Karlovačke Županije.

## Stadion
Stadion se nalazi u samom središtu mjesta Šišljavić. Zbog napora koji se ulaže u njegovo održavanje, NK Šišljavić može se pohvaliti s jednim od najboljih travnjaka u Karlovačkoj županiji.